# Limbarda crithmoides
Limbarda crithmoides là một loài thực vật có hoa trong họ Cúc. Loài này được (L.) Dumort. mô tả khoa học đầu tiên năm 1827.